# Dzieło sztuki

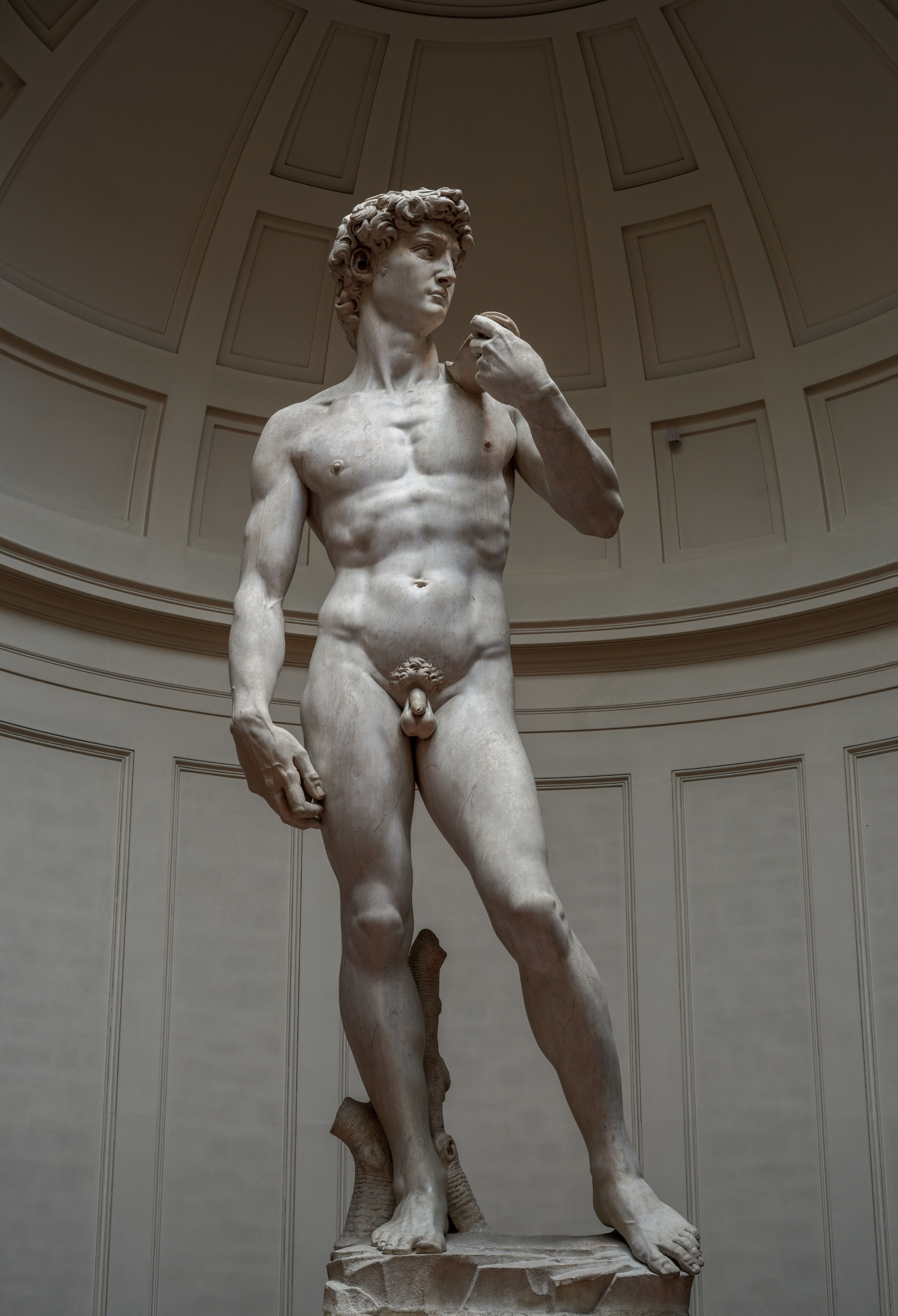
Przykład dzieła sztuki - Dawid Michała Anioła

Dzieło sztuki – całościowy i syntetyczny wytwór artystyczny o określonym sensie, charakteryzujący się wysokimi walorami estetycznymi (piękno). Poza funkcją estetyczną może pełnić również inne funkcje (np. wychowawczą, poznawczą, użytkową lub religijną). Jego twórcą jest człowiek – istota wyposażona w specyficzną wrażliwość (bez autora nie ma dzieła sztuki). Wytwór ten stara się ukazać za pomocą określonej konwencji (formy) pewną rzeczywistość fizyczną lub psychiczną (treść). Dzieło sztuki ustanawia szczególny wgląd w świat widzialny lub emocjonalny, który może być wynikiem namysłu filozoficznego autora lub spontaniczną reakcją chwili.
Dzieła sztuki pod względem mobilności dzielą się na dwie grupy:
Dzieło sztuki ruchome – wszystkie elementy, które dzięki swej wartości kulturowej, estetycznej lub użytkowej uznane zostały za dzieła sztuki lub zostały objęte ochroną konserwatorską, w przypadku których możliwa jest zmiana lokalizacji. Do tej grupy zalicza się: obrazy, plakaty, rzeźby, meble, mała architektura, przedmioty użytkowe.
Dzieło sztuki nieruchome – również spełniają powyższe wymagania, lecz których translokacja jest bardzo trudna lub niemożliwa: podłogi, stropy, elementy detalu architektonicznego stale przytwierdzone do obiektu, obiekty budowlane i ich fragmenty, elementy wyposażenia trwale związane z obiektem.